# Archytas townsendi
Archytas townsendi là một loài ruồi trong họ Tachinidae.